# Il giustiziere di Dio
Il giustiziere di Dio ist ein 1973 entstandener und im deutschen Sprachraum nicht gezeigter Italowestern, den Franco Lattanzi mit einem sehr knappen Budget inszenierte.

## Handlung
Tony Lant ist ein bekannter Gewehrschütze in Arizona. Als sein Sohn bei einem Unglück ums Leben kommt, verlässt er seine Frau und wird Priester und führt als Pater Lanthony ein Waisenhaus. Unter diesem liegt ein Goldschatz, die Beute eines Raubes. Zwei rivalisierende Banden sind hinter diesem Gold her; die Leute von Ramon Orea schalten den Priester aus und sprengen sich den Weg zum Gold frei, wobei die Waisenkinder sterben.
Der treue Diener Goliath befreit Pater Tony aus dem Brunnen, in den er abgelassen wurde; Tony macht sich auf die Verfolgung der Bösewichte. Dank deren freigiebiger Bezahlung mit Teilen der Beute findet er schnell ihre Spur, kann sie überwältigen und dem Sheriff übergeben, der mit einer Menge Leute unterwegs ist. Nachdem auch Carol gestorben ist, wird Pater Tony seine Priestertätigkeit in einem Indianerreservat fortsetzen.

## Kritik
„Dies hier ist der Film, bei dem Lattanzi dem Ziel, einen guten B-Western zu machen, am nächsten kam“, urteilt Christian Keßler